# داكوتا كاي
داكوتا كاي هي مصارعة محترفة نيوزيلندية ولدت في 6 مايو 1988،تعمل حالياً في دبليو دبليو إي في قسم إن إكس تي.

## روابط خارجية
- داكوتا كاي على موقع دبليو دبليو إي (الإنجليزية)
- داكوتا كاي على موقع WrestlingData.com (الإنجليزية)
- داكوتا كاي على موقع CageMatch worker (الإنجليزية)
- داكوتا كاي على موقع قاعدة بيانات المصارعة على الإنترنت (الإنجليزية)
- داكوتا كاي على موقع عالم المصارعة على الإنترنت (الإنجليزية)
- داكوتا كاي على موقع عالم المصارعة على الإنترنت (الإنجليزية)